# 3,7-cm-Maschinenkanone (Maxim-Nordenfelt)

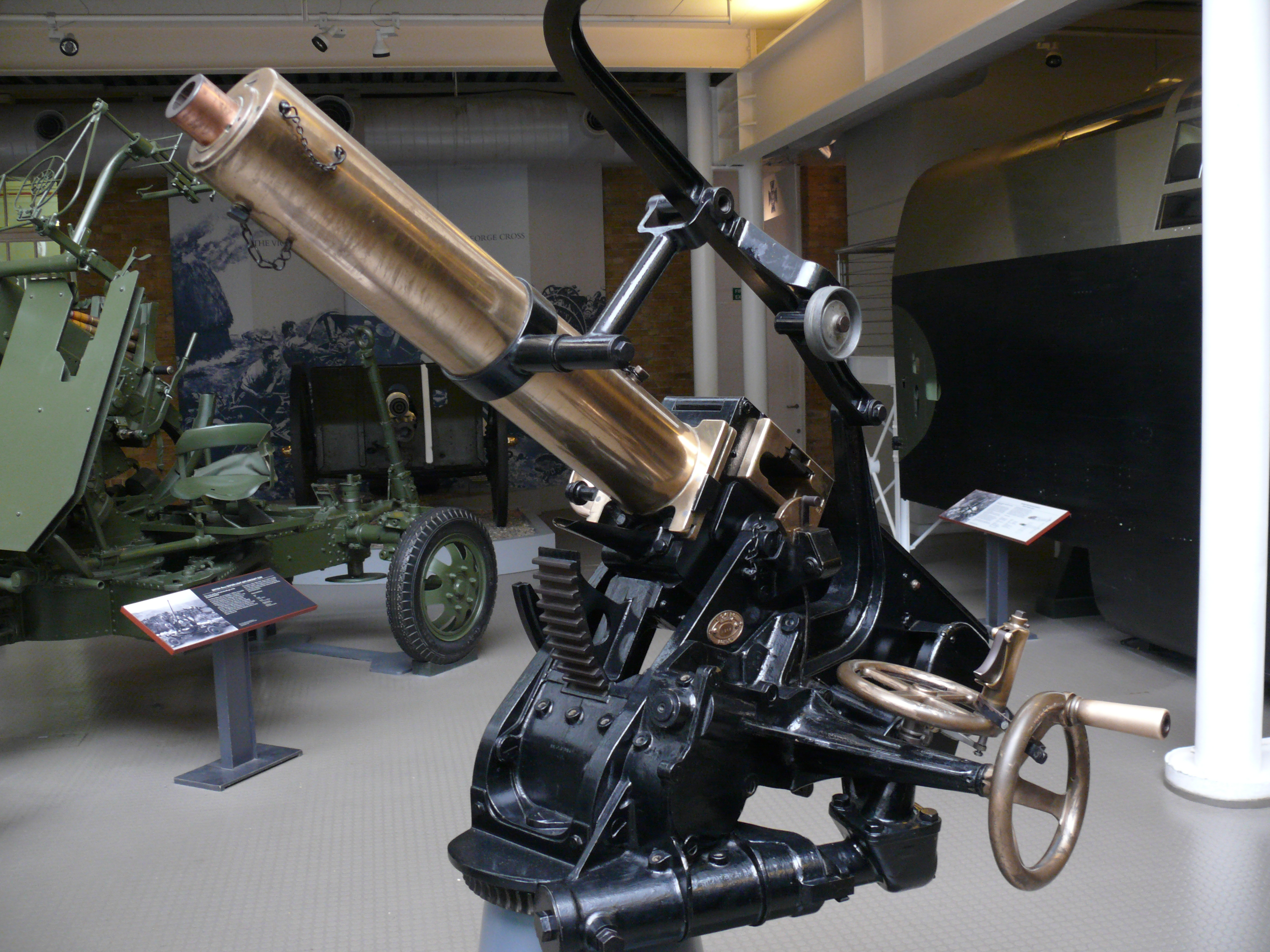
Mk-II-Version von 1903 mit Flaksockelmontage im Imperial War Museum, London.

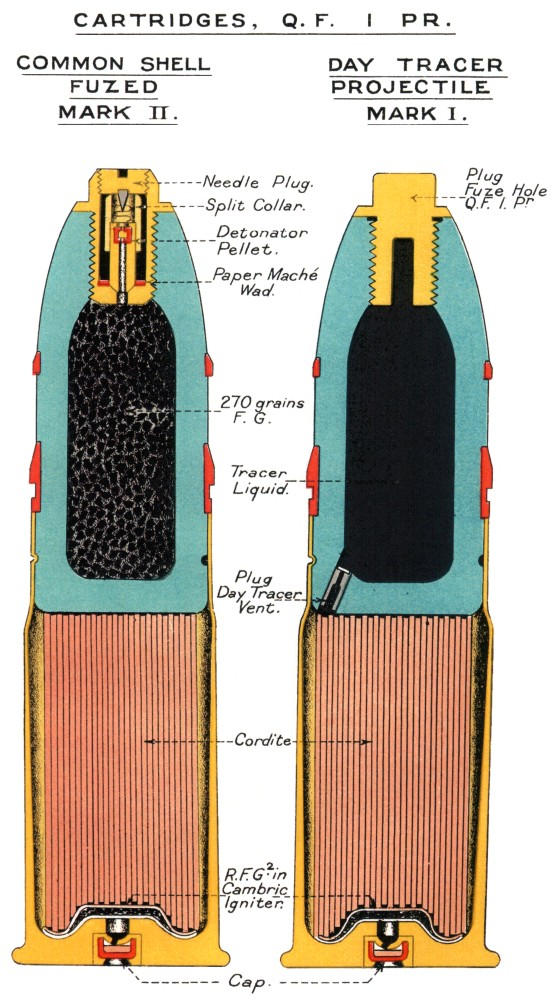
Munition für QF 1-pounder pom-pom

Die 3,7-cm-Maschinenkanone (Maxim-Nordenfelt), auch als 3,7 cm MK oder QF 1-pounder pom-pom bekannt, ist eine britische Maschinenkanone, auf deren Basis auch weitere Waffen entwickelt wurden. Die Bezeichnung „Pom-Pom“ wurde später auch als Beiname für andere Geschütze genutzt.

## Entwicklung
Die Maschinenkanone basiert auf dem Maxim-Maschinengewehr und wurde von Hiram Maxim entwickelt. Als Flugabwehrkanone wurde sie im deutschen Kaiserreich als 3,7-cm-Maschinenkanone auf Räderlafette (Kp) oder als 3,7-cm-Maschinenkanone auf fahrbarer Bettung (Kp) geführt.

## Produktion
Produziert wurde die Waffe anfangs bei der Maxim Nordenfelt Guns and Ammunition Company, später in Lizenz von diversen Herstellern.

## Technische Beschreibung
Das Geschütz hat ein Kaliber von 37 Millimetern und wurde wegen seiner behäbigen Schussfolge auch „Pom-Pom“ genannt. Das „QF“ in der Bezeichnung steht für „Quickfire“. Die Maschinenkanone wurde in mehreren Ländern genutzt und bekam dabei auch andere Namen wie beispielsweise Maxim Flak M14.
Das Geschützrohr war aus Gussstahl gefertigt und wurde in einem Mantel durch zwei Stopfbuchsen geführt. Um das Geschützrohr herum befand sich ein Mantel mit einer Rohrfeder und einem Schlitten, welcher das Geschützrohr nach jedem Schuss in die Ausgangsposition zurück führte. Der Schlitten war mit dem Geschützrohr starr verbunden und lief zusammen mit diesem vor und zurück. Hinter dem Mantel befand sich ein Kasten aus Stahlblech. Darin wurde der gesamte Bewegungsmechanismus und die Abzugsvorrichtung. Die hintere Wand des Kastens bildete das Verschlussstück mit Puffervorrichtung. Diese diente zum Aufhalten des Rückstoßes bei der Schussabgabe. Die Abzugsvorrichtung bestand aus einem Abzugsgriff in der Form eines Pistolengriffs und wurde aus Bronze gefertigt. Weiterhin befand sich am Abzugsgriff die Sicherung und der Abzugshebel mit Schloss.

## Einsatz
Eingesetzt wurde das Geschütz anfänglich auf Kriegsschiffen zur Torpedobootsabwehr und ersetzte dort häufig die schwerfälligen Hotchkiss-Revolverkanonen. Als man während des Ersten Weltkriegs schnellfeuernde Waffen zur Luftabwehr benötigte, wurde die Waffe auch als Flak-Geschütz eingesetzt.

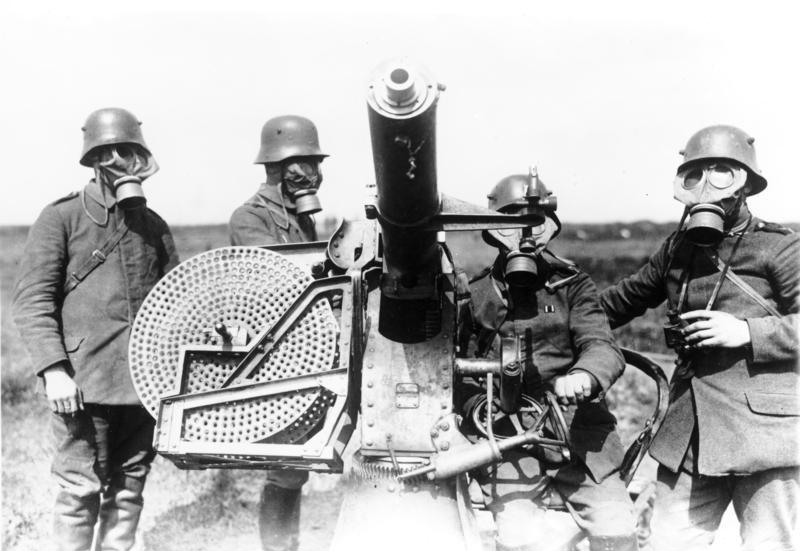
Deutsche Soldaten mit 3,7-cm-Flak Maxim M14
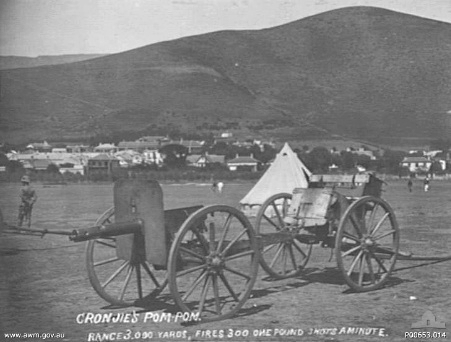
Pom-Pom in Südafrika
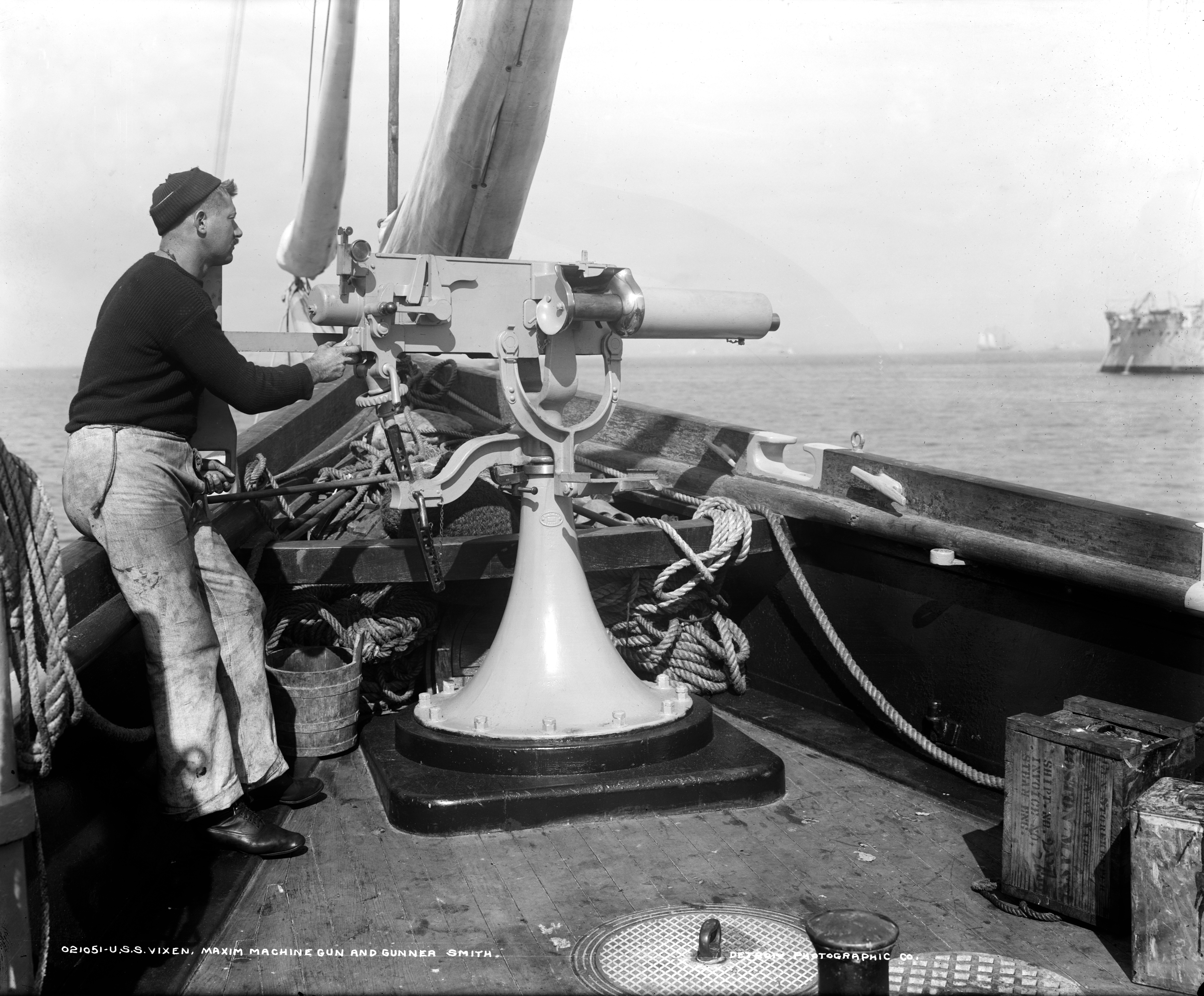
Pom-Pom auf dem Kanonenboot Vixen

## Weiterentwicklung
Die Bezeichnung „Pom-Pom“ wurde später auch als Beiname für andere Geschütze genutzt. Insbesondere sind dazu bekannt:
- Eine der Folgeentwicklungen ist als QF 2-Pfünder-Marinegeschütz bekannt, die auch mit dem Beinamen „Pom-Pom“ bezeichnet wurde.
- Die Bezeichnung „25-mm Japanese Pom-Pom-Gun“ steht für die japanische 25-mm-L/60-Kanone Typ 96.[3]

## Museale Rezeption
- Ein Exemplar mit der alternativen Bezeichnung 1 pdr Vickers Gun Mk II ist im Imperial War Museum ausgestellt.[4]
- Museumsexemplar einer „3.7cm MaschinenFlak“, ausgestellt im Virginia War Museum, Newport News (englisch)